# Börje Tjäder
Börje Tjäder, född den 6 oktober 1919 i Ukna församling, Kalmar län, död den 20 augusti 2008 i Uppsala, var en svensk nordist. Han var bror till Jan-Olof Tjäder.
Tjäder avlade studentexamen i Västervik 1939, filosofisk ämbetsexamen i Uppsala 1945 och filosofie licentiatexamen där 1954. Han promoverades till filosofie doktor 1961. Tjäder var docent vid Uppsala universitet 1962–1967, universitetslektor vid Göteborgs universitets filial i Karlstad 1967–1968, vid Umeå universitet 1968–1969, vid Lunds universitet 1969–1975, vid Uppsala universitet 1975–1981, och professor i nordiska språk vid Lunds universitet 1981–1985. Bland hans skrifter märks Behandling av palatalt r i substantivens pluralformer (doktorsavhandling 1961). Tjäder vilar på Uppsala gamla kyrkogård.